# قلب دست

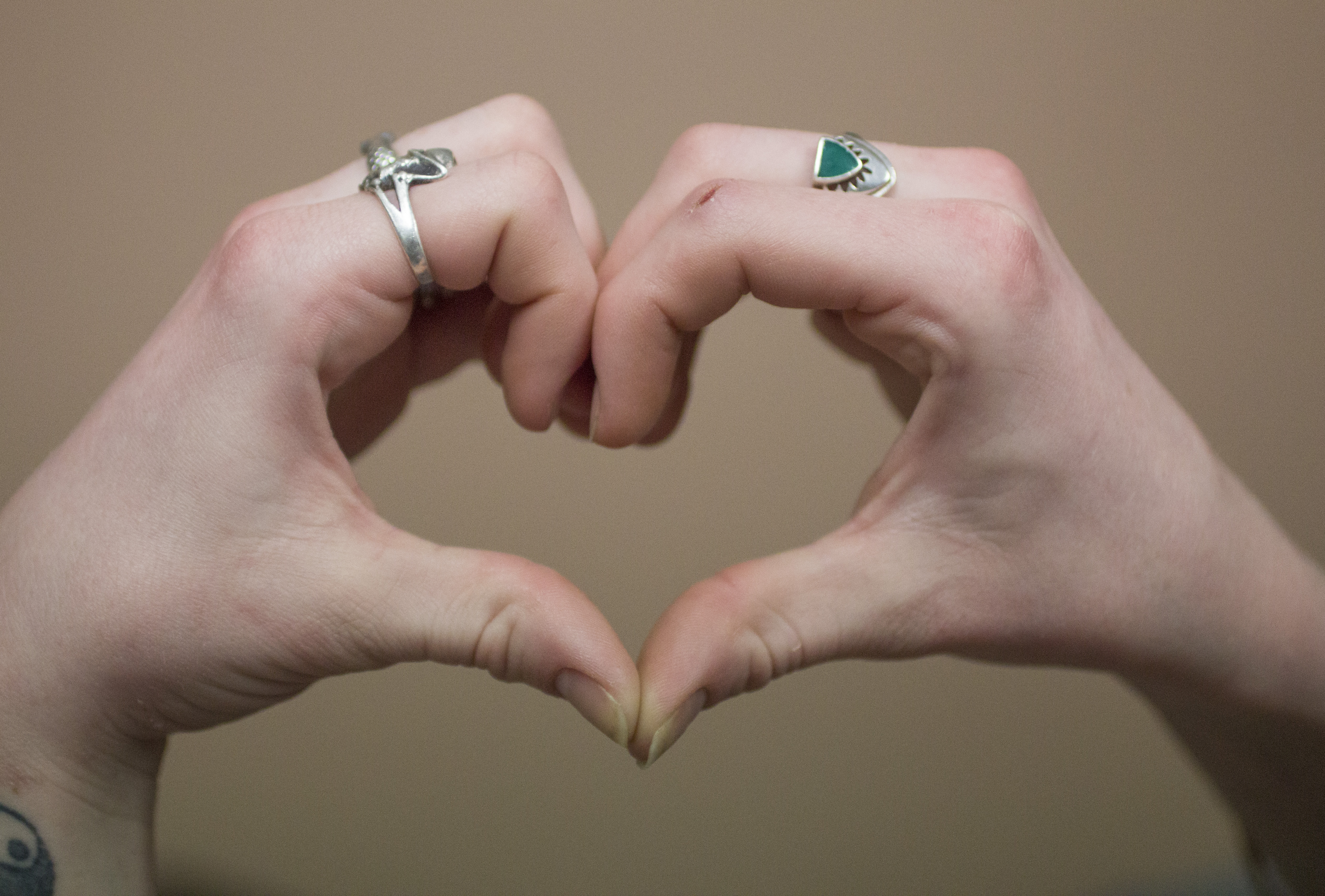

قلب دست (دل‌خند، دل‌دست) وضعی که فرد در آن با انگشتان خود، طرح یک قلب را نشان می‌دهد. معمولاً در میان نسل جوان، محبوب است. قلب دست به طور گسترده‌ای در همه جا در جهان استفاده می‌شود، و اغلب در تصاویر گرفته شده توسط افراد و مشاهیر ظاهر می‌شود.